# Felix Gill
Felix Gill (* 1. Juni 2002 in Redditch) ist ein britischer Tennisspieler aus England.

## Karriere
Gill spielte bis 2020 auf der ITF Junior Tour. Dort konnte er mit Rang 28 seine höchste Notierung in der Jugend-Rangliste erreichen. Bei den Grand-Slam-Turnieren war im Einzel sein bestes Resultat das Erreichen des Achtelfinals bei den French Open 2020. Im Doppel war er mit dem Einzug ins Viertelfinale beim selben Turnier und dem Erreichen des Halbfinals bei den Australian Open im selben Jahr erfolgreicher.
Bei den Profis gelang Gill ebenfalls 2020 erster Erfolg. Im Einzel konnte er auf der ITF Future Tour erstmals ein Halbfinale erreichen. 2021 stand er dreimal im Finale und gewann eines davon. Bei der Qualifikation für Wimbledon gewann der Brite gegen Danilo Petrović, die Nummer 173 der Welt, bevor er gegen Marc Polmans ausschied. Auch 2022 kletterte er kontinuierlich Plätze in der Weltrangliste nach oben. Drei weitere Finals und ein Titel sowie ein Titel im Doppel auf der Future-Ebene, brachten ihn bis auf Platz 411 im Einzel und Rang 459 im Doppel, von denen er bis zum Jahresende wieder etwas abrutschte. Einziger nennenswerter Erfolg auf der höherdotierten ATP Challenger Tour war der Einzug ins Doppel-Halbfinale in Nottingham. Bei der Wimbledon-Austragung in diesem Jahr profitierte Gill erneut von einer Wildcard für die Qualifikation, wo er dieses Mal zum Auftakt ausschied. Anders als im Vorjahr bekam er dieses Mal an der Seite von Arthur Fery ebenfalls eine Wildcard fürs Doppel. Sie konnten ihren Auftakt erfolgreich gestalten und gewannen gegen Ariel Behar und Gonzalo Escobar glatt in drei Sätzen, ehe sie Kevin Krawietz und Andreas Mies unterlagen.